# صالح حرداني
صالح حرداني (بالفارسية: صالح حردانی)؛ وُلد في 26 ديسمبر 1998، ويُعرف أيضًا باسم سعادت حرداني) هو لاعب كرة قدم إيراني يشغل مركز ظهير أيمن في نادي استقلال طهران ضمن دوري المحترفين الإيراني، كما يُمثل المنتخب الإيراني. وهو الشقيق الأصغر للاعب صابر حرداني.

## المسيرة مع الأندية

### فولاد
شارك لأول مرة مع نادي فولاد خوزستان في الجولة الافتتاحية من دوري المحترفين الإيراني 2019–20 ضد نادي صنعت نفط عبادان.

### استقلال
انضم إلى نادي استقلال طهران خلال دوري المحترفين الإيراني 2021–22، وسجل هدفًا مهمًا ضد ناديه السابق فولاد، ساهم في تتويج استقلال بلقب الدوري في ذلك الموسم.